# キム・テリ
キム・テリ（朝: 김태리、1990年4月24日 - ）は、韓国の女優。マネジメントmmm所属。

## 生い立ち
1990年4月24日。テリという名前の「태」（テ／泰）はキム家のトルリムチャ（兄弟の名前に使用される共通の文字）であり、「리」（リ／梨）は「梨」を意味する。生まれた時に近所の梨の花が満開だったことから名付けられた。母は政治に携わってほしいという思いから「태정」（テジョン／泰政）という名前を希望したが、父が出生届を提出する途中で現在の「태리」（テリ／泰梨）に変更したという。
ヨンシン女子実業高校卒業後、漠然とアナウンサーを志し、父の母校でもある慶熙大学校新聞放送学科に入学。当初は演劇や映画に関心はなかったが、大学の演劇サークルの公演がきっかけで初めて演劇に接する。大学1年生の時に新入団員を募集する舞台を観て演劇サークルに加入し、2年生の時に進路を俳優に決めたという。サークル活動を行う傍ら独立映画『시민좀비』（市民ゾンビ）に出演するなどし、大学を卒業する頃に大学路の劇団「이루」（イル）に入団した。

## キャリア

### 初期
劇団「이루」（イル）で1年間照明や音響など裏方として活動した後、正式な団員に昇格。2012年9月に上演された『넙쭉이』（ノプチュギ）で初舞台を踏んだ。当初、キム・テリは主演のカン・エシムのアンダースタディとしてキャスティングされたが、カンの勧めにより練習室で1時間の一人芝居を演じたところ、それを見た演出家がキムに舞台に立つ機会を与えた。以降、『팬지』（パンジー）、『사랑을 묻다』（サランウル ムッタ）、『지금도 가슴 설렌다』（チグムド カスム ソルレンダ）などの舞台作品に出演し、キャリアを積む。
舞台活動と並行していつくかの短編映画にも出演。2013年には独立映画『ムニョン』に主演し、ビデオカメラで風景を切り取る口の利けない女子高生ムニョンを演じた。この映画は2015年のソウル独立映画祭で初公開された後、2017年に正式に公開された。また、2014年に韓国映画アカデミーが製作した『뭐보노?』（ムォボノ?）、『누구인가』（ヌグインガ）、『락 아웃』（ロックアウト）にも出演。『뭐보노?』では女子高生役、『누구인가』では自身が何者かを知ろうとする女優のテリ役、『락 아웃』では鍵修理業者に家のドアを開けてもらう女性役を演じた。端役として映画作品に参加する中で映画の楽しさを知ったと、キムは後に語っている。
同年、芸能事務所J,WIDEカンパニーに所属し、芸能界入り。ビューティーブランド『ザ・ボディショップ』をはじめ多数のTVCMに出演。また、映画のオーディションにも参加するようになり、2014年末には1,500倍のオーディションをくぐり抜け、パク・チャヌク監督映画『お嬢さん』の主人公に抜擢された。

### 2016年 - 2019年：『お嬢さん』、次世代女優としての注目と成功

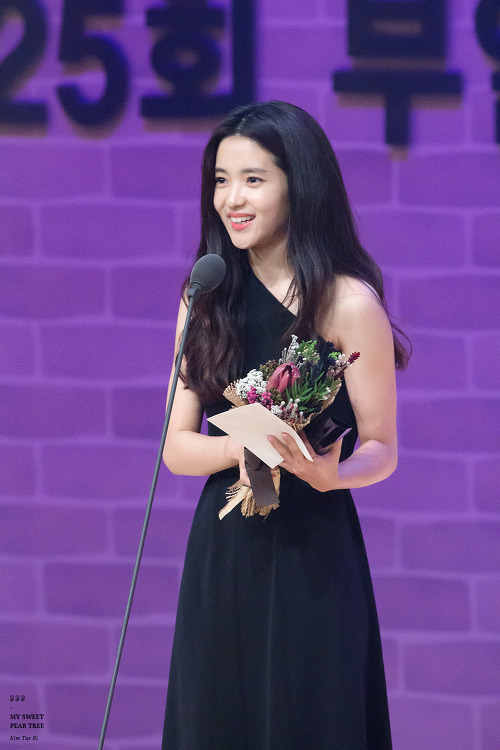
2016年、第25回釜日映画祭授賞式でのキム・テリ。

イギリス小説「荊の城」を原作とする映画『お嬢さん』は、映画監督パク・チャヌクの6年ぶりの韓国映画カムバック作ということもあり、オーディション開催の発表自体が映画界で大きな話題を集めた。監督のパクは、自身が発掘したキムについて「彼女はオーディションでもまったく緊張せず、しかも同じシーンをほかの人とはまったく違う解釈で演じていた。『オールド・ボーイ』のカン・ヘジョンに出会った時と似たような感覚がありましたね」と語っている。2016年6月に公開された『お嬢さん』は、成人指定映画ながら韓国国内で観客動員数429万人を記録し、興行的にも成功。キムは、詐欺師の提案を受け、裕福な令嬢の財産を騙し取るために侍女になりすます主人公の一人スッキ役を演じた。今作が長編映画デビューにもかかわらず、新人らしからぬ堂々とした演技が評価され、第37回青龍映画賞、第16回ディレクターズ・カット・アワード、第17回釜山映画評論家協会賞、第25回釜日映画賞、第8回今年の映画賞、第11回アジア・フィルム・アワードなど、国内外の映画祭で多数の新人賞を受賞。作品自体も第69回カンヌ国際映画祭コンペティション部門にノミネートされ、第71回英国アカデミー賞非英語作品賞を受賞するなど国際的に高い評価を得た。
2017年12月には、チャン・ジュナン監督映画『1987、ある闘いの真実』が公開。朴鍾哲拷問致死事件から6月抗争に至るまでの韓国現代史を描いたこの作品に、唯一の架空の人物である延世大学新入生のヨニ役で出演。公開と同時にメディアや批評家からも好評を博し、観客数動員数723万人を記録するヒットとなった。また、キム自身も第55回大鐘賞主演女優賞にノミネートされた。

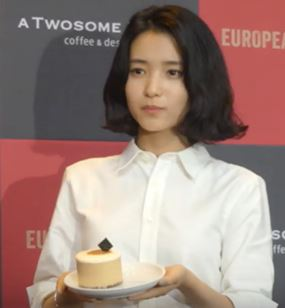
2018年、「A TWOSOME PLACE」ヨーロピアンペアリングイベントでのキム・テリ。

翌2018年2月には、主演映画『リトル・フォレスト 春夏秋冬』が公開。日本の同名漫画を原作にしたイム・スルレ監督作品であり、都会での生活に疲れた女性が人生を見つめ直すために故郷に戻り、四季を過ごすというヒューマンドラマである。キムは主人公のヘウォン役を演じ、第39回青龍映画賞、第54回百想芸術大賞、第24回春史大賞映画祭、第27回釜日映画賞の主演女優賞にノミネートされ、第18回ディレクターズ・カット・アワード、第13回大韓民国大学映画祭で主演女優賞を受賞した。
その後、ヒットメーカーである脚本家キム・ウンスクの新作ドラマ『ミスター・サンシャイン』のヒロインに抜擢。1900年代を背景にした義兵たちのヒューマンメロドラマであり、朝鮮の精神的支柱である名門コ家の最後の血筋・エシン役を演じた。キムのテレビドラマ初主演作となった本作は、2018年7月に放送開始。同年、第11回コリア・ドラマ・アワード、第2回ザ・ソウル・アワードで新人賞、第55回百想芸術大賞で最優秀演技賞にノミネートされ、第6回APANスター・アワードで新人賞を獲得した。加えて、2018年の大韓民国大衆文化芸術賞では文化体育観光部長官表彰を受賞した。

### 2020年 - 現在
2019年、キム・テリは2本の映画にキャスティングされた。チョ・ソンヒ監督による韓国初の宇宙SF映画『スペース・スウィーパーズ』（2021年2月5日、Netflixにて配信開始）には、宇宙ゴミを清掃する宇宙船「勝利号」のリーダー・チャン船長役で主演。同年8月末にチェ・ドンフン監督の新作SF映画『宇宙+人』に主演することが確定。2部構成の作品であり、約13か月をかけて第1部と第2部が同時撮影された（2022年7月20日に第1部が公開）。
2021年2月、自身の公式Instagramを開設。同年7月には、J,WIDEカンパニーのスタッフ陣によって新設された事務所・マネジメントmmmへの移籍を発表した。
2022年2月放送開始のテレビドラマ『二十五、二十一』に、IMF経済危機下の韓国でフェンシングに青春を懸けるナ・ヒド役で主演。グッドデータコーポレーションが発表したドラマ出演者話題性部門で計3週1位にランクインし、作品自体もテレビドラマ話題性部門で4週連続1位を記録。コンテンツ影響力指数（CPI Powered by RACOI）でもドラマ部門1位を獲得するなど話題となり、本作の演技で第58回百想芸術大賞の最優秀演技賞並びに人気賞を受賞した。
同年5月12日、所属事務所マネジメントmmmの公式YouTubeチャンネルにて、自身初のVlogが公開された。

## 出演
※映画・テレビドラマの太字は主演

### 映画

#### 短編・中編
- 뭐보노?（2015年） - 女子高生 役
- 누구인가（2015年） - テリ 役
- 락 아웃（2015年） - 女 役
- ムニョン（2017年） - ムニョン 役[8]  ※独立映画

#### 長編
- お嬢さん（2016年） - ナム・スッキ／珠子 役[11]
- 1987、ある闘いの真実（2017年） - ヨニ 役[42]
- リトル・フォレスト 春夏秋冬（2018年） - ソン・ヘウォン 役[43]
- スペース・スウィーパーズ（2021年、Netflix） - チャン船長（チャン・ヒョンスク） 役[44]
- 宇宙+人（朝鮮語版）（2022年） - イアン 役[45]

### テレビドラマ
- アントラージュ 〜スターの華麗なる人生〜（2016年11月4日、tvN）- 本人 役[46]  ※第1話のみ特別出演
- ミスター・サンシャイン（2018年7月7日 - 9月30日、tvN） - コ・エシン 役[47]
- 二十五、二十一（2022年2月12日 - 4月3日、tvN） - ナ・ヒド 役[48]
- 悪鬼（2023年6月23日 - 7月29日、 SBS） ‐ ク・サニョン  役[49]
- ジョンニョン: スター誕生（2024年10月12日  - 11月17日tvN）‐　ユン・ジョンニョン 役

### CM・広告BSKコーポレーション「THE BODY SHOP」（2014年）[10]-ヒョンビンと共演
- SPCグループ「ダンキンドーナツ」（2014年）
- SKテレコム（2014年）[10]
- 文化体育観光部「文化隆盛キャンペーン」（2014年）[10]
- China9Food「Yue Neng Fruit Chip Supply」（2014年）
- 東西食品「マキシム ホワイトゴールド」（2015年） - ナレーション：キム・ヨナ
- KBファイナンシャルグループ「KB国民カード」（2016年） - ナム・ジュヒョクと共演
- LF「ジル・スチュアート アクセサリー」（2016年）[50]
- 現代G&F「O’2nd」（2016年）[51]
- 韓国資生堂「TSUBAKI」（2016年）[52]
- アウトバック・ステーキハウスコリア（2016年）[53] - ナム・ジュヒョク、ハン・スンスと共演
- クラランスコリア（2016年 - 2017年）[54] - キム・サラン、ファン・スギョンと共演
- SKテレコム（2017年）[55] - チョン・ウソンと共演
- LF「ジル・スチュアート シューズ」（2017年）[56]
- NCF「NICE CLAUP」（2017年）[57]
- トクシンサ「GANESHI」（2017年 - 2018年）[58]
- LG生活健康「O HUI」（2017年 - ）[59]
- 柳韓キンバリー「GOODFEEL」（2017年 - ）
- J.ESTINA「J.ESTINA HANDBAG」（2018年）[60]
- CJフードビル「A TWOSOME PLACE」（2018年）[61]
- GC綠十字（2018年）  - ナレーション／イ・ビョンホンと共演
- ロッテリカー「Kloud」（2018年 - 2019年）[62] - キム・ヘスと共演
- LVMH「FLOWER BY KENZO」（2018年 - ）[63] - グローバルアンバサダー
- W Concept Korea「FRONTROW」（2018年 - ）[64]
- TBHグローバル「ベーシックハウス チャイナ」（2019年 - ）
- ABLY（2021年 - ）[65]
- iloom（朝鮮語版）（2021年 - ）[66]
- TEAZEN「コンブチャ」（2021年 - ）[67]
- POLHAM（2022年 - ）[68]
- アルコン「デイリーズ トータルワン ウォーターレンズ」（2022年 - ）[69]
- ハナツアー（2022年 - ）[70]

### ミュージックビデオ
- Tafka Buddah（朝鮮語版）「春が来た」（2010年）
- Number 9「Lemon」（2012年）
- Yang Bitnara「春待ち」（2012年）
- Tafka Buddah「Catwalk」（2014年）

## 受賞歴
- 第16回ディレクターズ・カット・アワード - 今年の女性新人演技者賞（2016年、『お嬢さん』）[71]
- 第25回釜日映画賞 - 女性新人演技賞（2016年、『お嬢さん』）[72]
- 第37回青龍映画賞 - 新人女優賞（2016年、『お嬢さん』）[16]
- 第17回釜山映画評論家協会賞 - 新人演技者賞（2016年、『お嬢さん』）[72]
- 第17回今年の女性映画人賞 - 新人演技賞（2016年、『お嬢さん』）[73]
- CINE21映画賞 - 今年の新人女優賞（2016年、『お嬢さん』）[74]
- 第8回今年の映画賞 - 新人女優賞（2017年、『お嬢さん』）[75]
- 第6回マリ・クレール映画祭 - ルーキー賞（2017年、『お嬢さん』）[76]
- 第11回アジア・フィルム・アワード - 新人女優賞（2017年、『お嬢さん』）[17]
- 第17回大韓民国青少年映画祭 - 新人女優部門 人気映画人賞（2017年、『お嬢さん』）[77]
- 第2回アジア・アーティスト・アワード - 俳優部門 ベストエンターテイナー賞（2017年）[78]
- 第2回申フィルム芸術映画祭 - チェ・ウンヒ俳優賞（2018年、『リトル・フォレスト 春夏秋冬』）[79]
- 第18回大韓民国青少年映画祭 - 女性俳優部門 人気映画人賞（2018年、『リトル・フォレスト 春夏秋冬』）[80]
- 第13回大韓民国大学映画祭 - 演技賞（2018年、『リトル・フォレスト 春夏秋冬』）[81]
- 第18回ディレクターズ・カット・アワード - 今年の女性演技者賞（2018年、『リトル・フォレスト 春夏秋冬』）[82]
- 第6回APANスター・アワード - 女性新人賞（2018年、『ミスター・サンシャイン』）[83]
- 第9回大韓民国大衆文化芸術賞 - 文化体育観光部大臣表彰（2018年）[84]
- 第58回百想芸術大賞 - TV部門 女性最優秀演技賞（2022年、『二十五、二十一』）[40]
- 第58回百想芸術大賞 - 人気賞（2022年、『二十五、二十一』）[40]
- 2022 今年のブランド大賞 - 女優部門（2022年）[85]